# Cassinga-Tag

Lagebestimmung

Der Cassinga-Tag ist einer Feiertag in Namibia. Die Feiertage sind im Public Holidays Act 26 von 1990 festgeschrieben. Der Cassinga-Tag findet am 4. Mai des Jahres statt.

## Politischer Hintergrund
Der Tag erinnert an das Cassinga-Massaker, als südafrikanische Streitkräfte bei Cassinga auf angolanischem Territorium ein Flüchtlingslager der südwestafrikanischen Volksorganisation SWAPO bombardierten. Nahezu 1000 Zivilisten kamen dabei zu Tode. Hunderte wurden nach Südwestafrika verschleppt (Bezeichnung Namibias während seiner Fremdverwaltung durch Südafrika in den Jahren 1918 bis zur Unabhängigkeit 1990).
Das Massaker fand zeitgleich mit einer Sondertagung der UN-Vollversammlung Anfang Mai 1978 in New York statt. Dort bestand Einigkeit über eine Unterstützung der SWAPO, da die südafrikanische Übergriffspolitik völkerrechtlich als illegal wahrgenommen wurde. Im Gegenzug rüsteten sich am Morgen des 4. Mai 1978 im Besetzungsgebiet die südafrikanischen Luftstreitkräfte zum Vollzug der Operation Reindeer. Mittels Canberra-Bombern wurden Splitterbomben, mittels Buccaneer-Kampfflugzeugen Sprengbomben über dem Flüchtlingslager abgeworfen. Mirage-Düsenjäger warfen Raketen und Phosphorbomben ab. Transportmaschinen setzten Fallschirmjäger ab. Da der Angriff unvermittelt kam, war Gegenwehr nur in völlig unzureichendem Maße möglich.
Cassinga und seine Opfer nehmen einen zentralen Platz in der Erinnerung an Namibias Befreiungskampf ein. Erde der Gräber von Cassinga wurde zum Heldenfriedhof bei Windhoek gebracht, der zentralen Gedenkstätte des namibischen Befreiungskampfes.
Die erste namibische Regierung nahm dieses Ereignis zum Anlass für einen politischen Nationalfeiertag am 4. Mai jeden Jahres.